# Chastel Rouge
Chastel Rouge, nu bekend als Qal’at Yahmur قلعة يحمر  (kasteel van Yahmur) was een kleine kruisvaardersburcht gelegen in het noordwesten van Syrië. Het kasteel behoorde in de middeleeuwen toe aan het Graafschap Tripoli. De naam komt uit het Latijn: Castrum Rubrum ofwel 'Rood kasteel'.
De burcht ligt in het dorpje Yahmur, 12 km vanaf Tartous en 10 km van Safita, waar de kruisvaardersburchten Tartous en Chastel Blanc liggen.
Er is maar weinig bekend over de verovering en ontwikkeling van het gebied door de kruisvaarders, mogelijk omdat het niet zo'n belangrijk kasteel was, maar ook uit middeleeuwse bronnen valt maar weinig te achterhalen over de achtergrond van de burcht, die waarschijnlijk werd gebouwd door de Montolieus, vazallen van de graven van Tripoli. Het kasteel maakte deel uit van het kastelennetwerk langs de pelgrimsroute naar Jeruzalem, net als Krak des Chevaliers, Chastel Blanc en Arima. Raymond II van Tripoli verkocht de burcht aan de Johannieters, en de Montolieus werden gecompenseerd met een bedrag van 400 bezanten. In 1188 verwoestten soldaten van Saladin de burcht grotendeels, maar enige tijd later konden de kruisvaarders de burcht weer betrekken en restaureren. Chastel Rouge zou daarna nog een eeuw in christelijke handen gebleven zijn.